# Foros de Arrão
Los Foros de Arrão son una freguesia portuguesa del municipio de Ponte de Sor, con 83,71 km² de área y 1 037 habitantes (2001). Densidad: 12,4 hab/km².
- Datos: Q2259591
- Multimedia: Foros de Arrão / Q2259591